# Forrest Lewis
Forrest Lewis (* 5. November 1899 in Knightstown, Indiana, USA; † 2. Juni 1977 in Burbank, Kalifornien, USA) war ein US-amerikanischer Schauspieler.

## Karriere
Lewis begann seine Karriere als Schauspieler mit kleinen Rollen zu Beginn und Mitte der 1940er Jahre. Ab den 1950er Jahren war er regelmäßig in Nebenrollen in verschiedenen Kinoproduktionen sowie Fernsehserien zu sehen. Mit dem Regisseur Douglas Sirk sowie Raoul Walsh drehte er einige Filme, die vorwiegend dem Western-Genre angehören. Mit Beginn der 1960er Jahre war Lewis überwiegend für das Fernsehen tätig, so trat er in sechs Episoden der Serie The Andy Griffith Show auf und war in zwei Episoden Gaststar bei 77 Sunset Strip. Im folgenden Jahrzehnt trat er nur noch vereinzelt in Erscheinung, sein letzter Auftritt als Schauspieler erfolgte 1973 in der TV-Serie Thicker Than Water.

## Filmographie (Auswahl)
- 1951: Ein Wochenende mit Papa (Week-End with Father)
- 1952: Hat jemand meine Braut gesehen? (Has Anybody Seen My Gal?)
- 1952: It Grows on Trees
- 1953: Die Tränen des Clowns (The Clown)
- 1953: Eine abenteuerliche Frau (Take Me to Town)
- 1953: Die Nacht der Abrechnung (The Lawless Breed)
- 1953: Mit der Waffe in der Hand (Gun Fury)
- 1953: Gefährliches Blut (The Stand at Apache River)
- 1953: Verrat im Fort Bravo (Escape from Fort Bravo)
- 1955: Todeszelle 2455 (Cell 2455 Death Row)
- 1955: Was der Himmel erlaubt (All That Heaven Allows)
- 1955: Mit roher Gewalt (The Spoilers)
- 1957: Des Teufels Lohn (Man in the Shadow)
- 1958: In Colorado ist der Teufel los (The Sheepman)
- 1959: Der unheimliche Zotti (The Shaggy Dog)
- 1960–1964: Andy Griffith Show (Fernsehserie, 6 Folgen)
- 1961: Der fliegende Pauker (The Absent-Minded Professor)
- 1961: Die gnadenlosen Vier (Posse from Hell)
- 1963: Der Pauker kann’s nicht lassen (Son of Flubber)
- 1963: Sandra und der Doktor (Tammy and the Doctor)
- 1964: 77 Sunset Strip (Fernsehserie, 1 Folge)
- 1964: Ein Goldfisch an der Leine (Man's Favorite Sport?)
- 1965: Rote Linie 7000 (Red Line 7000)
- 1967: Wir… die Wilden vom Sunset Strip (Riot on Sunset Strip)
- 1971: Zwei Galgenvögel (Skin Game)